# Człowiek z księżyca (film 1991)
Człowiek z księżyca (ang. The Man in the Moon) – amerykański dramat obyczajowy wyreżyserowany przez Roberta Mulligana. Swoją światową premierę film miał 4 października 1991 roku.

## Obsada
| Aktor             | Postać filmowa |
| ----------------- | -------------- |
| Sam Waterston     | Matthew Trant  |
| Tess Harper       | Abigail Trant  |
| Gail Strickland   | Marie Foster   |
| Reese Witherspoon | Dani Trant     |
| Jason London      | Court Foster   |
| Emily Warfield    | Maureen Trant  |
| Bentley Mitchum   | Billy Sanders  |
| Ernie Lively      | Will Sanders   |
| Dennis Letts      | Doc White      |
| Earleen Bergeron  | Eileen Sanders |
| Anna Chappell     | Mrs. Taylor    |
| Brandi Smith      | Missy Trant    |
| Derek Ball        | Foster Twin    |
| Spencer Ball      | Foster Twin    |
| Patrick Hallisy   | Jude Davinc    |

## Fabuła
Czternastoletnia Dani marzy o wielkiej miłości. Dziewczyna jest zakochana w siedemnastoletnim Courcie, chłopaku z sąsiedztwa, którego poznała nad jeziorem.